# Rajd Press-on-Regardless 1974
Rajd Press-on-Regardless 1974 - Rajd USA (26. Press-on-Regardless Rally) – 26 Rajd Press-on-Regardless rozgrywany w USA w dniach 30 października-3 listopada. Była to szósta runda Rajdowych Mistrzostw Świata w roku  1974. Rajd został rozegrany na nawierzchni szutrowej. Bazą rajdu było miasto Marquette.

## Wyniki końcowe rajdu[1]
| Msc. | Kierowca            | Pilot                | Samochód                 | Czas    | Strata   | Punkty |
| ---- | ------------------- | -------------------- | ------------------------ | ------- | -------- | ------ |
| 1    | Jean-Luc Thérier    | Christian Delferrier | Renault 17 Gordini       | 5:29.47 | 0.0      | 20     |
| 2.   | Markku Alén         | Atso Aho             | Fiat Abarth 124 Rallye   | 5:35.10 | +5.23    | 15     |
| 3.   | Jean-Pierre Nicolas | Geraint Phillips     | Renault 17 Gordini       | 5:35.49 | +6.02    |        |
| 4.   | Simo Lampinen       | John Davenport       | Lancia Beta Coupé        | 5:49.48 | +20.01   | 10     |
| 5.   | Guy Chasseuil       | Jean-Pierre Rouget   | Alpine-Renault A110 1800 | 5:56.45 | +26.58   | 8      |
| 6.   | Bernard Darniche    | Alain Mahé           | Renault 17 Gordini       | 6:05.26 | +35.39   |        |
| 7.   | Sobiesław Zasada    | Jerzy Dobrzański     | Porsche 911              | 6:21.58 | +52.11   | 4      |
| 8.   | Bob Neyret          | Claudine Trautmann   | Alpine-Renault A110 1800 | 6:22.42 | +52.55   |        |
| 9.   | Marianne Hoepfner   | Yveline Vanoni       | Alpine-Renault A110 1800 | 6:35.29 | +1:05.42 |        |
| 10.  | Bob Hourihan        | Doug Shepherd        | Volvo 142                | 6:40.40 | +1:10.53 | 1      |

## Klasyfikacja producentów po 6 rundach
| Lp | Producent | Pkt. |
| -- | --------- | ---- |
| 1  | Fiat      | 63   |
| 2  | Lancia    | 62   |
| 3  | Ford      | 34   |
| 4  | Porsche   | 27   |
| 5  | Datsun    | 26   |

- Uwaga: Tabela obejmuje tylko pięć pierwszych miejsc.